# Trofeo Ciudad de Alcoy
El Trofeo Ciudad de Alcoy es una competición veraniega de fútbol, disputada en la localidad de Alcoy (España). 
El trofeo lleva vigente desde 1975 en que se disputó su primera edición. El club organizador es el C. D. Alcoyano y los partidos se juegan en el estadio El Collao.

## Palmarés
| Año  | Edición | Campeón              | Resultado  | Subcampeón              |
| ---- | ------- | -------------------- | ---------- | ----------------------- |
| 1975 | I       | CD Olimpic de Xátiva | 1-1 (pen)  | CD Alcoyano             |
| 1976 | II      | CD Olimpic de Xátiva | 0-0 (pen)  | CD Alcoyano             |
| 1977 | III     | CD Alcoyano          | 3-1        | CD Eldense              |
| 1978 | IV      | Getafe Deportivo     | 1-0        | CD Alcoyano             |
| 1979 | V       | CD Alcoyano          | triangular | Alicante CF Ontiyent CF |
| 1980 | VI      | Getafe Deportivo     | triangular | CD Eldense CD Alcoyano  |
| 1981 | VII     | Hércules CF          | 3-1        | CD Alcoyano             |
| 1982 | VIII    | Torrevieja CF        | 1-0        | CF Banyeres             |
| 1983 | IX      | CD Alcoyano          | 3-1        | CD Eldense              |
| 1984 | X       | CD Alcoyano          | 2-1        | CD Eldense              |
| 1985 | XI      | CD Alcoyano          | 1-0        | CD Eldense              |
| 1986 | XII     | CD Alcoyano          | 2-1        | CF Gandía               |
| 1987 | XIII    | CD Alcoyano          | 4-1        | Ontiyent CF             |
| 1988 | XIV     | CD Alcoyano          | 2-1        | Alicante CF             |
| 1989 | XV      | Benidorm CF          | 2-2 (pen)  | CD Alcoyano             |
| 1990 | XVI     | Brasil sub-20        | 1-1 (pen)  | CD Alcoyano             |
| 1991 | XVII    | CD Alcoyano          | 6-2        | Unión Española          |
| 1992 | XVIII   | Córdoba CF           | 2-2 (pen)  | CD Alcoyano             |
| 1993 | -       | CD Alcoyano          | susp.      | Hércules CF             |
| 1994 | XIX     | CD Alcoyano          | 3-1        | Ontiyent CF             |
| 1995 | XX      | CD Alcoyano          | triangular | Ontiyent CF CF Gandía   |
| 1996 | XXI     | Getafe CF            | 2-1        | CD Alcoyano             |
| 1997 | XXII    | CD Alcoyano          | 2-0        | Elche CF                |
| 1998 | XXIII   | Hércules CF          | 1-0        | CD Alcoyano             |
| 1999 | XXIV    | CD Alcoyano          | 3-3 (pen)  | UD Alzira               |
| 2000 | XXV     | Villarreal CF        | 1-0        | CD Alcoyano             |
| 2001 | XXVI    | Levante UD           | 2-1        | CD Alcoyano             |
| 2002 | XXVII   | Elche CF             | 2-0        | CD Alcoyano             |
| 2003 | XXVIII  | Albacete Balompié    | 2-0        | CD Alcoyano             |
| 2004 | -       | No celebrado         | -          |                         |
| 2005 | XXIX    | CD Alcoyano          | 2-2 (pen)  | Valencia CF             |
| 2006 | XXX     | CD Alcoyano          | 1-1 (pen)  | Hércules CF             |
| 2007 | XXXI    | Hércules CF          | 1-1 (pen)  | CD Castellón            |
| 2008 | XXXII   | Elche CF             | 1-1 (pen)  | CD Alcoyano             |
| 2009 | XXXIII  | Hércules CF          | 1-0        | CD Alcoyano             |
| 2010 | XXXIV   | Levante UD           | 1-0        | CD Alcoyano             |
| 2011 | -       | No celebrado         | -          | -                       |
| 2012 | XXXV    | Valencia CF          | 3-0        | CD Alcoyano             |
| 2013 | XXXVI   | Levante UD           | 1-0        | CD Alcoyano             |
| 2014 | XXXVII  | Elche CF             | 1-1 (pen)  | CD Alcoyano             |
| 2015 | -       | No celebrado         | -          | -                       |
| 2016 | XXXVIII | Elche CF             | 2-2 (pen)  | CD Alcoyano             |
| 2017 | XXXIX   | Real Murcia          | 1-0        | CD Alcoyano             |
| 2018 | XL      | CD Alcoyano          | 2-2 (pen)  | Elche CF                |
| 2019 | XLI     | CD Castellón         | 2-1        | CD Alcoyano             |
| 2020 | XLII    | Yeclano Deportivo    | 0-0 (pen)  | CD Alcoyano             |
| 2021 | XLIII   | CD Alcoyano          | 2-1        | Real Murcia             |
| 2022 | XLIV    | Hércules CF          | 1-1 (pen)  | CD Alcoyano             |

## Títulos por clubes
| Club                             | Títulos | Años |
| -------------------------------- | ------- | --- |
| C. D. Alcoyano                   | 18      | 1977, 1979, 1983, 1984, 1985, 1986, 1987, 1988, 1991, 1994, 1995, 1997, 1999, 2005, 2006, 2007, 2018, 2021 |
| Hércules C. F                    | 4       | 1981, 1998, 2009, 2022                                                                                     |
| Elche C. F.                      | 4       | 2002, 2008, 2014, 2016                                                                                     |
| Getafe Deportivo / Getafe C. F.* | 3       | 1978, 1980, 1996                                                                                           |
| Levante U. D.                    | 3       | 2001, 2010, 2013                                                                                           |
| C. D. Olimpic de Xátiva          | 2       | 1975, 1976                                                                                                 |
| Torrevieja C. F.                 | 1       | 1982 |
| Benidorm C. F.                   | 1       | 1989 |
| Brasil sub-20                    | 1       | 1990 |
| Córdoba C. F.                    | 1       | 1992 |
| Villarreal C. F.                 | 1       | 2000 |
| Albacete Balompié                | 1       | 2003 |
| Valencia C. F.                   | 1       | 2012 |
| Real Murcia                      | 1       | 2017 |
| C. D. Castellón                  | 1       | 2019 |
| Yeclano Deportivo                | 1       | 2020 |

- * Al Getafe C. F. se le ha sumado los trofeos conseguidos por su antecesor el Getafe Deportivo.